# Phylica vulgaris
Phylica vulgaris är en brakvedsväxtart som beskrevs av Neville Stuart Pillans. Phylica vulgaris ingår i släktet Phylica och familjen brakvedsväxter.

## Underarter
Arten delas in i följande underarter:
- P. v. burchellii
- P. v. major